# Rally van Monte Carlo 1976
De Rally van Monte Carlo 1976, officieel 44ème Rallye Automobile de Monte-Carlo, was de 44ste editie van de Rally van Monte Carlo en de eerste ronde van het Wereldkampioenschap Rally in 1976. Het was de 32ste rally van het FIA Wereldkampioenschap Rally.

## Resultaten
| Top tien klassement | Top tien klassement | Top tien klassement                    | Top tien klassement                     | Top tien klassement | Top tien klassement | Top tien klassement | Top tien klassement |
| Pos                 | Nr.                 | Rijder / Navigator                     | Auto / Inschrijving                     | Gr.                 | Tijd                | Verschil            | Punten              |
| ------------------- | ------------------- | -------------------------------------- | --------------------------------------- | ------------------- | ------------------- | ------------------- | ------------------- |
| 1                   | 10                  | Sandro Munari Silvio Maiga             | Lancia Stratos HF Lancia Alitalia       | 4                   | 06:25.10            | 0.00                | -                   |
| 2                   | 6                   | Björn Waldegård Hans Thorszelius       | Lancia Stratos HF Lancia Alitalia       | 4                   | 06:26.37            | + 1.17              | -                   |
| 3                   | 12                  | Bernard Darniche Alain Mahé            | Lancia Stratos HF Lancia Alitalia       | 4                   | 06:31.23            | + 6.13              | -                   |
| 4                   | 16                  | Walter Röhrl Jochen Berger             | Opel Kadett GT/E Opel Euro Händler Team | 4                   | 06:34.32            | + 9.22              | -                   |
| 5                   | 11                  | Roger Clark Jim Porter                 | Ford Escort RS1800 Ford Motor Co        | 4                   | 06:37.07            | + 11.57             | -                   |
| 6                   | 7                   | Markku Alén Ilkka Kivimäki             | Fiat Abarth 124 Rallye Fiat SpA         | 4                   | 06:42.31            | + 17.21             | -                   |
| 7                   | 23                  | Guy Fréquelin Jacques Delaval          | Porsche 911 Guy Fréquelin               | 3                   | 06:44.19            | + 19.09             | -                   |
| 8                   | 5                   | Roberto Cambiaghi Bruno Scabini        | Fiat Abarth 124 Rallye Fiat SpA         | 4                   | 07:05.27            | + 40.17             | -                   |
| 9                   | 33                  | Nicolas Koob Nico Demuth               | Porsche 911 Nicolas Koob                | 4                   | 07:07.19            | + 42.09             | -                   |
| 10                  | 45                  | Bernard Béguin Jean-François Fauchille | Alfa Romeo 2000GTV Bernard Béguin       | 1                   | 07:13.47            | + 48.37             | -                   |
| 49*                 | 4                   | Jean-Pierre Nicolas Vincent Laverne    | Alpine-Renault A310 Alpine-Renault      | 4                   | geen tijd           | differentieel       | -                   |
| Niet aan de finish  |                     |                                        |                                         |                     |                     |                     |                     |
| Pos                 | Nr.                 | Rijder / Navigator                     | Auto / Inschrijving                     | Gr.                 | KP                  | Reden               | Punten              |
| NF                  | 1                   | Jean-Claude Andruet Yves Jouanny       | Alpine-Renault A310 Alpine-Renault      | 4                   | -                   | ongeluk             | -                   |
| NF                  | 3                   | Hannu Mikkola Claes Billstam           | Opel Kadett GT/E Opel Euro Händler Team | 4                   | -                   | differentieel       | -                   |
| NF                  | 8                   | Raffaele Pinto Arnaldo Bernacchini     | Lancia Stratos HF Lancia Alitalia       | 4                   | -                   | motor               | -                   |
| NF                  | 9                   | Jean-Luc Thérier Michel Vial           | Alpine-Renault A310 Alpine-Renault      | 4                   | -                   | ongeluk             | -                   |
| NF                  | 14                  | Timo Mäkinen Henry Liddon              | Ford Escort RS1800 Ford Motor Co        | 4                   | -                   | pakking             | -                   |
| NF                  | 20                  | Alcide Paganelli Ninni Russo           | Autobianchi A112 Abarth Fiat SpA        | 1                   | 1                   | motor               | -                   |
| NF                  | 22                  | Jacques Henry Maurice Gelin            | Alpine-Renault A310 Jacques Henry       | 4                   | 10                  | ongeluk             | -                   |
| NF                  | 28                  | Anders Kulläng Claes-Göran Andersson   | Opel Kadett GT/E Opel Euro Händler Team | 4                   | -                   | olie pomp           | -                   |
| NF                  | 35                  | Francis Vincent Christian Delferrier   | Alpine-Renault A310 Francis Vincent     | 4                   | 10                  | ongeluk             | -                   |
| NF                  | 38                  | Maciej Stawowiak Jan Czyzyk            | Polski Fiat 125P Maciej Stawowiak       | 4                   | -                   | uitgesloten         | -                   |

- Notitie: Deelnemers die op de laatste dag uitvielen, werden alsnog geklasseerd.

## Statistieken

#### Overzicht
| Klassementsproeven  | Klassementsproeven |               | Leider(s) | Leider(s) |
| Rijder              | Aantal             | Rijder        | KP        |           |
| Sandro Munari       | 14                 | Sandro Munari | 1-7       |           |
| Björn Waldegård     | 5                  | Guy Fréquelin | 8         |           |
| Jean-Pierre Nicolas | 2                  | Sandro Munari | 9-23      |           |
| Markku Alén         | 1                  |               |           |           |
| Jean-Claude Andruet | 1                  |               |           |           |
| Bernard Darniche    | 1                  |               |           |           |

## Stand

### Constructeurskampioenschap
| Pos | Constructeur | MON | SWE | POR | KEN | GRE | MAR | FIN | ITA | FRA | GBR | Pts |
| --- | ------------ | --- | --- | --- | --- | --- | --- | --- | --- | --- | --- | --- |
| 1   | Lancia       | 20  |     |     |     |     |     |     |     |     |     | 20  |
| 2   | Opel         | 10  |     |     |     |     |     |     |     |     |     | 10  |
| 3   | Ford         | 8   |     |     |     |     |     |     |     |     |     | 8   |
| 4   | Fiat         | 6   |     |     |     |     |     |     |     |     |     | 6   |
| 5   | Porsche      | 5   |     |     |     |     |     |     |     |     |     | 5   |
| 6   | Alfa Romeo   | 1   |     |     |     |     |     |     |     |     |     | 1   |